# Liste des députés de la Xe législature de la Troisième République française

Cette liste recense les personnes qui ont assuré un mandat de député au cours de la Xe législature de la IIIe République.
- Haut – A
- B
- C
- D
- E
- F
- G
- H
- I
- J
- K
- L
- M
- N
- O
- P
- Q
- R
- S
- T
- U
- V
- W
- X
- Y
- Z

## A
- Jean-Baptiste Abel
- Pierre Adigard
- Louis Adriani
- Maurice Ajam
- Gustave Alasseur
- Gaétan Albert-Poulain
- Émile Aldy
- Alfred Brard
- Léon Alphonse-Rivière
- Louis Amiard
- Georges Ancel
- André Hesse
- Édouard Andrieu
- Louis Andrieux
- Bertrand de Sauvan d'Aramon
- Antoine Arbel
- Augustin Archambeaud
- Pierre de Voyer d'Argenson
- Louis Armez
- Placide Astier
- Paul Aubriot
- Jean-Victor Augagneur
- Bernard Augé
- Henri Auriol
- Édouard Aynard

## B
- Antoine Babaud-Lacroze
- François Bachimont
- Ferdinand Baduel
- Pierre-Adalbert Frotier de Bagneux
- Joseph Balesi
- André Balitrand
- André Ballande
- Alfred Bansard des Bois
- Fernand Bar
- Maurice Barrès
- Édouard Barthe
- Louis Barthou
- Émile Basly
- Louis Baudet
- Charles Baudet
- Léon-Armand de Baudry d'Asson
- Charles Beauquier
- Paul Beauregard
- Étienne Becays
- Albert Bedouce
- Paul Bénazet
- Émile Bender
- Charles Benoist
- Léon Bérard
- Claude Berlié
- Raymond Berniolle
- Georges Berry
- Maurice Berteaux
- Aimé Berthod
- Lucien Bertrand
- René Besnard
- Léon Betoulle
- Amédée Bienaimé
- Paul Bignon
- Maurice Binder
- François Binet
- Pierre de Blacas d'Aulps
- Antoine Blanc
- Alcide Blanchard
- Paul Bluysen
- Victor Boissel
- Émile Boissel-Dombreval
- Donat Bollet
- Jean Bonnail
- Georges Bonnefous
- Laurent Bonnevay
- Victor Bonniard
- Auguste Borderie
- Victor Boret
- Benjamin Bories
- Antoine Borrel
- Armand Bory
- Maurice Bosquette
- Georges Bouctot
- Jean Boudoint
- Félix Bouffandeau
- Auguste Bouge
- Laurent Bougère
- Ferdinand Bougère
- Julien Bougues
- Jean-Baptiste Bouhey-Allex
- Fernand Bouisson
- Élisée Bourely
- André Bourguet
- Charles Aubourg de Boury
- Joseph Boutaud
- Georges Bouttié
- Jean Bouveri
- Gustave Bouvier
- Léo Bouyssou
- Paul Bozonet
- Alexandre-Marie Desrousseaux
- Maurice Braibant
- Joseph Brenier
- Jules-Louis Breton
- Aristide Briand
- René Brice
- Louis Brindeau
- Raoul Briquet
- Henri Brisson
- Pierre Brizon
- Émile Broussais
- Emmanuel Brousse
- Fernand Brun
- Louis Brunet
- Jules Silvère Brunet
- Ferdinand Buisson
- Georges Bureau
- Édouard Bussat

## C
- Jules Albert Cabrol
- Bernard Cadenat
- Joseph Caillaux
- Calixte Camelle
- Étienne Camuzet
- Gratien Candace
- François Carnot
- François Carpot
- André Cassadou
- André Castelin
- René Cazauvieilh
- Thierry Cazes
- Pascal Ceccaldi
- Auguste Celos
- Jules Cels
- Joseph Chailley
- Félix Chalamel
- Pierre de Chambrun
- Noël Chamerlat
- Eugène Chanal
- Jean-Baptiste Amable Chanot
- Pierre Chanoz
- Louis de Chappedelaine
- Gustave Chapuis
- Edmond Chapuis
- Pierre Charles
- Charles Chabert
- Eugène Chassaing
- Guillaume Chastenet de Castaing
- Georges Chaulet
- Jean Chaulin-Servinière
- Charles Chaumet
- Jacques Chaussier
- Félix Chautemps
- Alphonse Chautemps
- Emmanuel Chauvière
- Emmanuel Chavet
- Amédée Chenal
- Henry Chéron
- Frédéric Chevillon
- Claude Chialvo
- Gustave Chopinet
- Alfred Cibiel
- Clément Antoine Clament
- Joseph Claussat
- Étienne Clémentel
- Émile Cloarec
- Émile Coache
- Georges Cochery
- Henry Cochin
- Denys Cochin
- Maurice Colin
- Pierre Colliard
- Jean Colly
- Gabriel Combrouze
- Adéodat Compère-Morel
- Adrien Constans
- Émile Constant
- François Coreil
- Honoré Cornudet des Chaumettes
- Henri Cosnier
- Amédée Couesnon
- Claude Coureau
- Henri Coutant
- Jules Coutant-d'Ivry
- Jean Coyrard
- Ernest Crépel
- Albert Crolard
- Jean Cruppi
- Paul Cuny
- Paul Cuttoli

## D
- Victor Dalbiez
- Albert Dalimier
- Maurice Damour
- Charles Daniélou
- Jules Dansette
- Adrien Dariac
- Émile Davaine
- Fernand David
- Robert David
- Louis Debaune
- Joannès Déchelette
- Félix Defontaine
- Victor Dejeante
- Joseph Delachenal
- Jules Delafosse
- Jules Delahaye
- Paul Edmond Thierry-Delanoue
- Philippe Delaroche-Vernet
- Théophile Delcassé
- Alfred Delcluze
- Antoine Deléglise
- François Delelis-Fanien
- Arthur Delmas
- François Deloncle
- Charles Deloncle
- Gustave Delory
- Victor Delpierre
- Louis Demellier
- Joseph Denais
- Albert Denis
- Hector Depasse
- Eugène Derveloy
- Louis Deschamps
- Paul Deschanel
- Jules Desjardins
- Georges Desplas
- Arthur Dessoye
- Marius Devèze
- Louis Devins
- Jules-Albert de Dion
- Lucien Dior
- Guy Disleau
- Henri Doizy
- Alfred Donadei
- Marc Doussaud
- Félix Drelon
- Gaston Dreyt
- Émile Driant
- Antoine Drivet
- Gustave Dron
- Robert Dubarle
- Gustave Dubled
- Louis Dubois
- Louis Dubuisson
- François Ducarouge
- Jules Duclaux-Monteil
- Jean Duffau
- Jacques Dufour
- Alexandre Dufrèche
- Étienne Dujardin-Beaumetz
- Constant Dulau
- Charles Dumas
- Émile Dumas
- Jacques-Louis Dumesnil
- Lucien Dumont
- Charles Dumont
- Alfred Dumont
- Henri Dunaime
- Gaston Dupont
- Paul Dupuy
- Pierre Dupuy
- François Dupuy
- Antoine Durafour
- Jean Durand
- Joseph Durand
- Étienne Dusevel
- Maurice Dutreil
- Arnaud d'Elissagaray de Jaurgain

## E
- Fernand Engerand
- Paul Escudier
- Eugène Étienne
- Pierre Even
- Édouard Eymond

## F
- Antoine Fabre
- Auguste Failliot
- Émile Faure
- Émile Favre
- Jules Fayssat
- Abel Ferry
- Francis Fesq
- Joseph Fitte
- Ernest Flandin
- Maurice Flayelle
- Henry Fleury-Ravarin
- Daniel de Folleville de Bimorel
- François Forest
- Edmond Forgemol de Bostquenard
- Albert Forzy
- Octave Foucher
- Henri Fougère
- Louis-Camille Fouquet
- Gustave Fourment
- François Fournier
- Robert Fournier-Sarlovèze
- Étienne Fournol
- Charles de France
- Henri Franklin-Bouillon
- Marc Frayssinet

## G
- Édouard Gaffier
- Hyacinthe de Gailhard-Bancel
- Henri Gallois
- Albert Gallot
- Gaston Galpin
- Ernest Ganault
- Joseph Garat
- Lucien Gasparin
- Hippolyte Gayraud
- Georges Géo-Gérald
- Maurice Gérard
- Alfred Léon Gérault-Richard
- Henri Ghesquière
- Joseph Gheusi
- Joseph Gillette-Arimondy
- Charles Ginoux-Defermon
- Joseph Giordan
- Jean-Baptiste Gioux
- Auguste Girard
- Adolphe Girod
- Justin Godart
- Charles Goniaux
- Joseph de Gontaut-Biron
- Émile Goude
- Pierre Goujon
- Alphonse Gourd
- Adrien Beauchamps
- Georges Grandjean
- Georges de Grandmaison
- Albert Grodet
- René Grosdidier
- Henri Groussau
- Arthur Groussier
- Charles Guernier
- Jules Guesde
- Maurice Guesnier
- Louis Guichard
- Léon Guichenné
- Jean-Marie Guiraud
- Louis Guislain
- Gabriel Guist'hau

## H
- Gustave Haguenin
- Maurice de Poulpiquet du Halgouët
- Ernest Haudos
- Albert Hauet
- Louis Hébert
- Louis Hémon
- Jean Hennessy
- James Hennessy
- Urbain de Hercé
- Eugène Héritier
- Robert Heuzé
- Pierre Heuzey
- Charles Heuzey
- André Honnorat
- André-Paul Houbé
- Lucien Hubert
- Charles-Olivier Hucher
- Pierre Hugot-Derville

## I
- Louis d'Iriart d'Etchepare

## J
- Paul Jacquier
- Joseph Janin
- Jean Jaurès
- Jean Javal
- Antony Joly
- Charles Jonnart
- Prosper Josse
- Rémi Jouancoux
- Armand Paul Jousselin
- Victor Judet
- Jacques de Juigné

## K
- Gustave de Kerguezec
- Jacques Le Cardinal de Kernier

## L
- Régis de L'Estourbeillon
- Gustave Lhopiteau
- Ferdinand de La Batut
- Henri de La Ferronnays
- Henri de La Porte
- Louis de La Trémoille
- Édouard Lachaud
- Daniel Lacombe
- Auguste Lacour
- Louis Lafferre
- Joseph Lagrosillière
- Georges Laguerre
- Ernest Lairolle
- Gaston Lalanne
- Arthur Lamendin
- Étienne Lamoureux
- Ernest Lamy
- Adolphe Landry
- Jean-Marie de Lanessan
- Henri Laniel
- Paul-Henri Lanjuinais
- Adrien Lannes de Montebello
- Hippolyte Laroche
- Fernand Larquier
- Jacques Lauche
- Jean-Octave Lauraine
- Gilbert Laurent
- Émile Laurent
- Jean-Baptiste Lavaud
- André Lavoinne
- Henri de Lavrignais
- Georges Le Bail
- Charles Le Boucq
- Joseph Le Cherpy
- Olivier Le Gonidec de Traissan
- René Le Hérissé
- Jules Le Louédec
- Joseph Le Rouzic
- Alfred Le Roy
- Paul Le Troadec
- Auguste Leblond
- Albert Lebrun
- Lucien Lecointe
- Alexandre Lefas
- Albert Lefébure
- Edmond Lefebvre du Prey
- André Lefèvre
- Abel Lefèvre
- Pierre Lefol
- Maxime Legendre
- Hégésippe Jean Légitimus
- Arthur Legrand
- Jules-Auguste Lemire
- Camille Lenoir
- Louis Lépine
- Paul Lerolle
- Jean Lerolle
- Louis Modeste Leroy
- Pierre Leroy-Beaulieu
- Georges Leygues
- Joseph Lhoste
- Guillaume Limon
- Maurice Long
- Louis Lorimy
- Charles Loriot
- Émile Loth
- Henri Loup
- Louis Loustalot
- Ferri de Ludre
- Henri des Lyons de Feuchin

## M
- Armand de Mackau
- André Maginot
- Émile Magniaudé
- Émile Magniez
- Albert Mahieu
- Paul Mairat
- Étienne Maison
- Henri Claude Maître
- Léon Malavialle
- Louis Malvy
- Frédéric Manaut
- Eugène Mando
- Pierre Manus
- Alfred Margaine
- Joannès Marietton
- Louis Marin
- Léonce Marlaud
- Jean-Baptiste Marquet
- Baptiste Marrou
- Joseph Massabuau
- Alfred Massé
- Marc Mathis
- Charles Edmond Mathis
- Hippolyte Mauger
- Gabriel Maunoury
- Maurice Maunoury
- Joseph Ménard
- Raoul Méquillet
- Pierre Merle
- Adrien Meslier
- Adolphe Messimy
- Albert Métin
- Paul Meunier
- Charles Meunier-Surcouf
- Henri Mignot-Bozérian
- Arthur Mille
- Alexandre Millerand
- Lucien Millevoye
- Félix Milliaux
- Paul Mistral
- Jean Molle
- Jean Monestier
- Jacques-Ambroise Monprofit
- Alphonse Mons
- Joseph Monsservin
- Hubert de Montaigu
- Edgard de Montjou
- Anatole de Monzie
- Victor Morel
- Jean-Baptiste Morel
- Paul Morel
- Jean-Baptiste Morin
- Charles Mouchel
- René de Moustier
- Albert de Mun
- Alfred Muteau
- Pierre Myrens

## N
- Louis Nail
- Claude Nectoux
- Édouard Néron
- Léandre Nicolas
- Camille Nicolle
- Albert Noël
- Louis Noguès
- Édouard Nortier
- Louis Nouhaud
- Joseph Noulens

## P
- Maurice Pain
- Paul Painlevé
- Pierre-Paul Pâris
- Léon Pasqual
- Louis Passy
- Henry Paté
- Joseph Patureau-Mirand
- Émile Paturet
- Joseph Paul-Boncour
- Pierre Pays
- Adhémar Péchadre
- Gustave Pédoya
- Paul Pelisse
- Camille Pelletan
- Justin Perchot
- Raoul Péret
- Germain Perier
- Amans-Adrien Périer
- Pierre Perreau-Pradier
- François Charles Perreau-Pradier
- Léon Perrier
- Raphaël Perrissoud
- Amédée Peyroux
- Victor Peytral
- Camille Picard
- Pierre Pichery
- Henri Pierangeli
- Jacques Piou
- Jean Plichon
- Simon Plissonnier
- Édouard Plouzané
- Roger Poitou-Duplessy
- Robert de Pomereu
- Georges Ponsot
- André Porteu de la Morandière
- Georges Potié
- Félix Poullan
- Joseph-Gaston Pourquery de Boisserin
- Léon Pradet-Balade
- Antoine Ellen-Prévot
- Louis Puech
- Paul Pugliesi-Conti
- Dominique Pugliesi-Conti
- Paul Pujade
- Joseph Python

## Q
- Louis Quesnel
- Gustave Quilbeuf

## R
- Fernand Rabier
- Jean-Pierre Raffin-Dugens
- Pierre Ragally
- Flaminius Raiberti
- Fernand de Ramel
- Marcel Rauline
- Joseph Ravisa
- Maurice Raynaud
- Jules-Armand Razimbaud
- Camille Reboul
- Amédée Reille
- Théodore Reinach
- Joseph Reinach
- André Renard
- René Renoult
- Eugène Réveillaud
- Marc Réville
- Marcel Ribière
- Louis Ringuier
- Pierre Louis Roblin
- Gustave Roch
- Jules Roche
- Ernest Roche
- Constant Roden
- Étienne Rognon
- Alain-Charles-Louis de Rohan-Chabot
- Philippe Roret
- Gustave Rouanet
- Hubert Rouger
- Ferdinand Rougier
- Henri Georges Roulleaux-Dugage
- Henri Roux-Costadau
- Henri Roy
- Albin Rozet
- Arthur Rozier
- Joseph Ruau

## S
- Jean Sabin
- Aristide Samalens
- Albert Sarraut
- Pierre Sarrazin
- Georges Saumande
- Jules Sauzède
- Marc Sauzet
- Henry Savary de Beauregard
- Henri Schmidt
- Charles Schneider
- Maurice Second
- Auguste-Robert Selle
- Marcel Sembat
- Victor Sévère
- Albert Seydoux
- Maurice Sibille
- Jules Siegfried
- Paul Simon
- Henry Simon
- Jean-Pierre Simonet
- Hippolyte Simonet
- Julien Simyan
- Léon Sireyjol
- Anatole Sixte-Quenin
- Louis Soubigou
- Joseph Soussial
- Maurice Spronck
- Théodore Steeg
- Robert Henri Surcouf

## T
- Ernest Tarbouriech
- Firmin Tarrade
- Henry Taudière
- Jean Tavé
- Émile Ternois
- Amédée Thalamas
- Laurent Théveny
- Joseph Thierry
- Albert Thiery
- Léon Thivrier
- Albert Thomas
- Gaston Thomson
- Louis Tissier
- Henri Tournade
- Isidore Tournan
- Maurice Toy-Riont
- Eugène Treignier
- César Trouin
- René Paul Gustave Trouvé
- Louis Turmel

## V
- Édouard Vaillant
- Georges Vandame
- Albert Vazeille
- Adrien Veber
- Georges Veillat
- Constant Verlot
- Paul Veysseyre
- Edmond Vian
- Théophile Viard
- Octave Vigne
- Jean Villault-Duchesnois
- Christian de Villebois-Mareuil
- François-Émile Villiers
- Émile Vincent
- Daniel Vincent
- Maurice Viollette
- René Viviani
- Lucien Voilin
- Pierre Voyer

## W
- Albert Walter
- Albert Willm